# La Croix-en-Champagne
La Croix-en-Champagne ist eine französische Gemeinde mit 86 Einwohnern (Stand 1. Januar 2022) im Département Marne in der Region Grand Est. Sie gehört zum Kanton Argonne Suippe et Vesle und zum Arrondissement Châlons-en-Champagne. 

## Geografie
Die Gemeinde La Croix-en-Champagne liegt inmitten der Trockenen Champagne, weitab von Fließgewässern etwa 25 Kilometer nordöstlich von Châlons-en-Champagne, Sie ist umgeben von folgenden Nachbargemeinden:
|                      | Somme-Tourbe                                | Somme-Bionne |
| Saint-Remy-sur-Bussy | Kompassrose, die auf Nachbargemeinden zeigt | Valmy        |
| Tilloy-et-Bellay     |                                             | Auve         |

## Bevölkerungsentwicklung

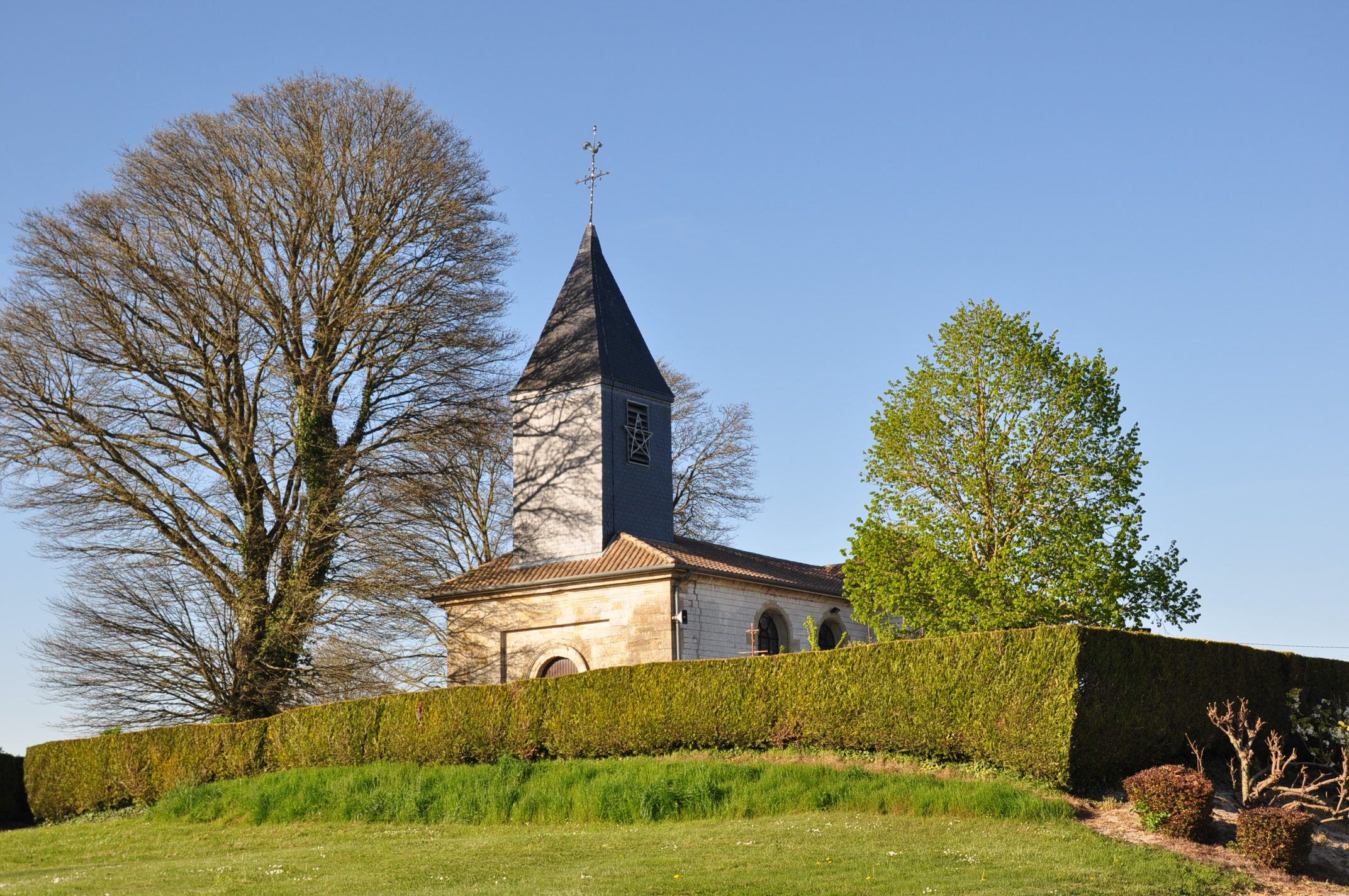
Kirche Saint-Sylvin

| Jahr                       | 1962 | 1968 | 1975 | 1982 | 1990 | 1999 | 2008 | 2018 |
| -------------------------- | ---- | ---- | ---- | ---- | ---- | ---- | ---- | ---- |
| Einwohner                  | 117  | 102  | 83   | 83   | 97   | 79   | 61   | 79   |
| Quellen: Cassini und INSEE |      |      |      |      |      |      |      |      |